# رولند ام‌تی-۳۲

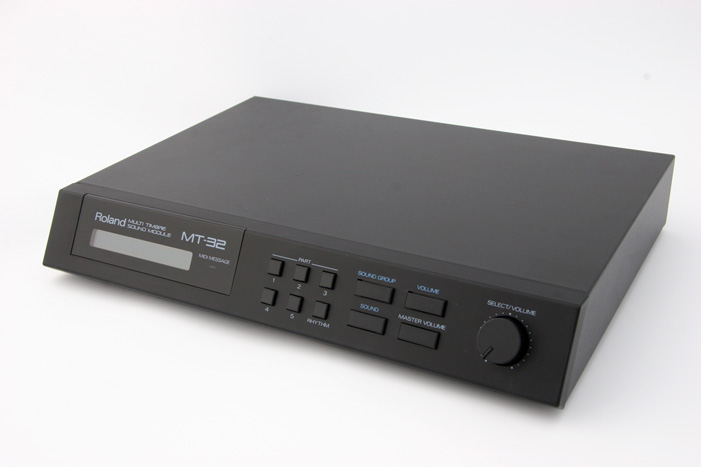
تصویر از روبروی MT-32

رولند ام‌تی-۳۲ (انگلیسی: Roland MT-32) یک سینث‌سایزر MIDI است که اولین بار در سال ۱۹۸۷ میلادی توسط شرکت لوند منتشر شد. این دستگاه در ابتدا آهنگ‌سازان آماتور را با سینث‌سایزری به‌صرفه برای قیمت ۶۹۵ دلار هدف قرار داده بود. هر چند، این دستگاه شهرت بیشتری به‌عنوان استانداردی در آهنگ رایانه‌ای پیدا کرد.